# هیچ‌کس نمی‌داند (نمایشنامه)
هیچ‌کس نمی‌داند (به انگلیسی: You Never Can Tell)، یک نمایشنامه چهار پرده‌ای از جورج برنارد شاو است، که در سال ۱۸۹۷، در تئاتر سلطنتی نمایش داده شد. این اثر بخشی از نمایشنامه‌های شاو با عنوان «نمایشنامه‌های خوشایند» منتشر شد.

## شخصیت‌ها
- آقای (یا دکتر) ولنتاین، دندانپزشک – آقای یورک استفنز
- گلوریا کلاندون، دختر بزرگ - خانم مارگارت هالستان
- والتر، پیشخدمت - آقای جیمز ولش
- دالی کلندون، دوقلو فیلیپ – خانم وینیفرد فریزر
- فیلیپ کلاندون، دوقلو دالی – آقای رولند باتملی
- خانم کلاندون، مادر - خانم السی چستر
- آقای فرگوس کرامپتون، صاحبخانه و پدر - آقای هرمان وزین
- آقای فینچ مک کوماس، یک وکیل - آقای سیدنی واردن
- بوهون، مشاور ملکه - آقای چارلز چارینگتون
- خدمتکار اتاق - خانم میبل هاردینگ
- جو، پیشخدمت دیگر - آقای ادوارد کنوبلاچ
- آشپز - آقای لئوپولد سود

به کارگردانی آقای جیمز ولش تولید شده‌است.

## طرح
این نمایشنامه در یک شهر ساحلی می‌گذرد، و داستان خانم کلاندون و سه فرزندش دالی، فیلیپ و گلوریا را روایت می‌کند که به‌تازگی پس از هجده سال اقامت در مادیرا به انگلستان بازگشته‌اند.
بچه‌ها نمی‌دانند پدرشان کیست، و از طریق نمایشی کمدی از اشتباهات، او را به یک ناهار خانوادگی دعوت می‌کنند. در همان زمان، دندان‌پزشکی به‌نام ولنتاین عاشق دختر بزرگ گلوریا شده‌است، که خود را زنی مدرن می‌داند و ادعا می‌کند که علاقه‌ای به عشق و ازدواج ندارد.
این نمایشنامه با سبکی از کمدی اشتباهات و هویت‌های درهم ادامه می‌یابد، و والتر پیشخدمت مهربان و خردمند (که شخصیت‌ها معمولاً از او با عنوان «ویلیام» یاد می‌کنند، زیرا دالی فکر می‌کند شبیه شکسپیر است)، عقل و خرد خود را با عبارت «تو» کنار می‌گذارد؛ «هرگز نمی‌توانم بگویم.»

## صحنه
زمان: یک روز در اوت ۱۸۹۶
مکان: یک استراحتگاه ساحلی انگلیسی
پرده اول
یک مطب دندانپزشکی
پرده دوم
تراس هتل دریایی
پرده سوم
اتاق نشیمن کلندون‌ها در هتل مارین
پرده چهارم
اتاق نشیمن کلندون‌ها در هتل مارین – بعدتر در شب

## اجرا
هیچ‌کس نمی‌داند چندین بار در جشنواره شاو، نیاگارا روی دریاچه انتاریو اجرا شده‌است: در سال‌های ۱۹۶۳، ۱۹۷۳، ۱۹۷۹، ۱۹۸۸، ۱۹۹۵، ۲۰۰۵ و اخیراً در سال ۲۰۱۵. «هرگز نمی‌توانی بگو» در ۳۰ اکتبر ۱۹۷۷ در «تئاتر ماه بی‌بی‌سی» با رابرت پاول در نقش دکتر ولنتاین و جودی پارفیت در نقش خانم پخش شد.

## اجراهای اقتباسی صوتی
بی‌بی‌سی اجرایی را در ۳۱ ژوئیه ۱۹۷۱ با بازی فردی جونز در نقش ویلیام پیشخدمت، پرونلا اسکیلز در نقش گلوریا کلاندون، دنیس هاثورن در نقش ولنتاین، گادفری کنتون در نقش آقای کرامپتون، جو منینگ ویلسون در نقش دالی، لاک وود وست در نقش آقای مک کوماس و نایجل آنتونی در نقش فیلیپ پخش کرد.
سی‌بی‌سی در سال ۱۹۷۳ اجرایی را با فرانسیس هایلند در نقش خانم پخش کرد. کلاندون، تونی ون بریج در نقش آقای کرامپتون، کریس ویگینز در نقش ویلیام پیشخدمت، مورین فیتزجرالد در نقش گلوریا، درو راسل در نقش ولنتاین و ویلیام اوسلر در نقش آقای بوهون.
یکی دیگر از تولیدات بی‌بی‌سی در ۲۹ سپتامبر ۲۰۱۳ به کارگردانی مارتین جارویس و با بازی ایان اوگیلوی در نقش ویلیام پیشخدمت، جیمی بامبر در نقش ولنتاین، کریستوفر نیم در نقش آقای کرامپتون، مویرا کویرک در نقش دالی، آدام گادلی در نقش آقای مک کوماس و روزالیند آیرس در نقش خانم پخش شد.